# ویوین مارشال
ویوین آگوستوس مارشال (به انگلیسی: Vivian Augustus Marshall) قهرمان شیرجه، هنرمند وودویل و بازیگر اهل ایالات متحده آمریکا بود.
از فیلم‌هایی که وی در آن‌ها نقش داشته‌است، می‌توان به در کنار امواج غم‌زده دریا اشاره نمود.